# Fontei
Fontei es una entidad de población situada en la parroquia de La Rúa, del municipio español de Rúa, en la provincia de Orense, Galicia.

## Demografía
La entidad de población de Fontei no consta ni en las bases de datos del INE ni en las del IGE por lo que se desconocen los datos demográficos de la misma.